# Peñas de San Fermín
Las Peñas de San Fermín son un tipo específico de agrupaciones de personas (peñas), generalmente de zonas o barrios vecinales de Pamplona, cuya principal actividad es apoyar, amenizar, colaborar y patrocinar mediante un cariz popular las Fiestas de San Fermín. 

## Organización y Actividades
Todas las peñas disponen de un local en el casco antiguo de Pamplona, a pesar de que algunas de ellas, disponen además de locales en sus respectivos barrios.
Durante el resto del año, también realizan actividades diversas, principalmente de tipo socioculturales y gastronómico. Además, incluso algunas, organizan actividades deportivas o tienen una sección deportiva.

## Las peñas
Estas son las peñas sanfermineras, así como su historia:

### Alegría de Iruña
La peña La Alegría se funda como tal en 1952 en el bar Moto Club por fusión de dos iniciativas de jóvenes, aunque sus primeros sanfermines fueron los de 1953, con pancarta incluida. Por un lado, desde 1947, un grupo de jóvenes del casco viejo fundan la peña Imoztarra, en referencia al autobús que acude hasta esta localidad y que tenía su sede en la calle Nueva. Se reúnen para jugar a fútbol y con una rondalla para salir a divertirse. Por otro lado, un equipo de fútbol, denominado Alegría, que se reunía en el Bar Arrizabalaga de la calle San Agustín.
Sus primeras iniciativas son deportivas y fundan un equipo de baloncesto, realizan salidas montañeras, y citas gastronómicas. En 1969 toman el nombre definitivo de Peña Alegría de Iruña. Visten blusón verde con el cuello, los puños y el bolsillo de color rojo. El pañuelo rojo, con el escudo bordado, y rematado a lo largo del borde con una cinta verde. Hasta los años 60 del siglo XX la sede social de la peña estuvo en el Bar Or Kopon que se trasladó a la calle Calderería para rebautizarse como Bar Alegría. En 1973 se inaugura un nuevo local en la calle Jarauta número 8. El 19 de julio de 1978, tras los sucesos de Sanfermines de 1978, éste local es destrozado tras un atentado con bomba que solo produce daños materiales. Se trasladan definitivamente del número 8 de la calle Jarauta al 61, donde celebraron un sonadísimo 50 aniversario en 2003.
Otra actividad destacable de la peña es su sección de caridad, que funciona desde 1960. Destaca la "Operación Patata" que consiste en recoger patatas que luego se entregan a las Hermanitas de los Pobres. Con tantas iniciativas se confirma una nueva denominación de la peña: "Sociedad Deportiva Recreativa Cultural Alegría de Iruña". Realizan diferentes actividades además de las de Sanfermin como cursos de cocina y euskal dantza. Además participan activamente del día de la cerveza y organizan una fiesta mexicana y un campeonato de mus.

### Aldapa
Aldapa fue fundada en 1947 como club deportivo. En 1958 se constituyeron como peña por lo que en 2008 celebraron su 50 aniversario. En 2009 han publicado un libro sobre los 50 años de la peña. En Sanfermin no llevan blusón, aunque se les puede distinguir porque llevan bordado el escudo en el pañuelo. Su local se encuentra en la calle Jarauta 48 y cuentan con 275 socios. También celebran la Nochevieja con orquesta en directo en la peña.
Se les conoce como Peña Aldapa porque asumieron el nombre del bar en el que se reunían en sus inicios. En los años ochenta del siglo XX recalaron en el local que ocupan en la actualidad. Sus actividades son gastronómicas principalmente y cuentan con un equipo en el Trofeo Boscos.

### 7 de Julio San Fermín
La historia de la peña hay que dividirla en dos partes. La primera, sus orígenes en los años 30 y su crecimiento en el Segundo Ensanche de Pamplona y, la segunda, su traslado y refundación en el barrio de la Milagrosa en San Fermín Txikito de 1978. Y es que al principio sus socios hacían vida en un local de la calle Estella y sus miembros eran vecinos de esa zona. Cuando se trasladaron a la calle Guelbenzu la peña creció en socios, actividad y dinamismo. Hace unos años cambiaron a su actual local en la calle Manuel de Falla.
Existe un libro que recopila la historia de la peña. Está coordinado por Josu Noáin y responde al título "S.D.R. 7 de julio San Fermín Historias en torno a la peña". Tiene 260 páginas e incluye 1.000 fotografías, carteles, dípticos y pegatinas de toda su época. Tiene varias características singulares esta peña, ya que a diferencia de otras, desde su refundación había diez mujeres en su junta. Visten blusón de cuadros negros y blancos. En la Peña San Fermín tienen numerosas actividades más allá de Sanfermin como un grupo de Zampanzar, zancos y comparsa de cabezudos. También organizan todos los meses de marzo un viaje a Jerez a ver algunas de las ganaderías que participarán en el encierro.

### Los del Bronce
En las primeras décadas del siglo XX la prensa solía llamar la “gente de bronce” a las cuadrillas de mozos y, en general, a la gente juerguista que ocupaba los tendidos de sol; ello ha generado la leyenda de que en Pamplona existía una cuadrilla con tal nombre formada por trabajadores del metal. Parece que hubo más de una cuadrilla de breve duración que adoptó la denominación, pero no es hasta 1950 cuando se funda con carácter estable una peña con ese nombre oficial. Se escogió un blusón de cuadros blancos y azules para ser fácilmente reconocidos y porque, según las anécdotas, era el más barato. Fue una novedad llevar puesta esta prenda todo el día, ya que por aquel entonces, solo se llevaba a los toros. Como tapaba la faja, dejaron de usarla. El equipo de fútbol de la peña, como no disponía de ingresos para las camisetas, jugó sus primeros partidos con éstos blusones.
En los años 60 se constituyó la Sociedad Deportiva Recreativa "Los de Bronce" y se constituyó una sede oficial alquilando el Bar Telefónicas. Allí surgieron muchas anécdotas como vender el caldo a 10 pesetas y en taza limpia a 20, debido a que la cocina estaba en un patio exterior. Cuenta entre las anécdotas de la peña que debido al frío que pasaban en el invierno de 1967 se vieron obligados a realizar un empalme clandestino con el sistema de calefacción de la iglesia de San Lorenzo. Más allá de las fiestas, se organizaron secciones de fútbol, balonmano y música. De esta última escuela, iniciada por Fernando Lacunza, surgió la fanfarre Jarauta 69, que tomó el nombre del local. Desde 1979 la Peña Los de Bronce descansan en el local definitivo en Jarauta 54. Allí nació la sección de rugby en 1988 y la escalera cultural. Ésta escalera se celebra el viernes siguiente a la escalera tradicional y tienen lugar charlas, coloquios y actuaciones musicales. También tienen lugar en la peña cursos de cocina y dan de comer de menú en la peña en durante las fiestas.

### La Jarana
Fue fundada en 1940 de cuadrillas de Pamplona de la Calle de El Carmen. Hay documentos que atestiguan que en 1931 una pancarta decía "La Jarana saluda a Turón", pero la fecha que maneja la propia peña es 1940. Desde el inicio escogieron el azul para el pañuelo y la faja y para los cuadros del blusón. La razón era que el escudo de Pamplona así lo llevaba.
Comenzaron en la calle San Fermín y en Estafeta y en 1982 se trasladaron al local actual en la calle Jarauta 16. La cripta de esta peña, en la que se realizan cenas, está declarada como Bien de Interés Cultural por su valor, ya que data del siglo XIV.
Cuenta con sección de fútbol que mantiene tres equipos de fútbol y uno de futbito. También destaca la peña txiki que cuenta con casi 150 socios y que celebra un día propio durante las fiestas sanfermineras.
Este peña organiza cada año la Carrera del encierro.

### El Bullicio Pamplonés
Gracias al trabajo de José María Sáez conocemos que la peña El Bullicio Pamplonés se funda en 1933 por iniciativa de una cuadrilla de amigos para la fiesta de San Fermín. Más allá de la fiesta realizaban excursiones a la montaña, partidos de fútbol, mus y dominó. En 1943 se trasladaron a un local más grande por la demanda de socios en la calle del Carmen 28. Allí se celebraron los conocidos, por aquel entonces, bailes de "El Bullicio" que servían para pasárselo bien y para sufragar los gastos de las fiestas.
En 1953, la gente de El Bullicio, no pudieron hacer frente a los gastos que generaba el local y lo dejaron, reuniéndose a partir de entonces en el Cordovilla. En 1975 se creó la peña txiki y ante la demanda de nuevos socios se adquirió el local de la cafetería Simons en la calle del Carmen 22, que sería ya la sede definitiva. Visten de blanco, sin blusón, con el escudo bordado en el pañuelo.
Hoy en día sigue participando con un equipo de fútbol en el Trofeo Boscos.

### San Juan / Donibane
En 1977 la iniciativa de varios jóvenes del barrio de San Juan cristalizó en la fundación de la peña del mismo nombre. Era 7 de julio y se fundaba una de las peñas más jóvenes. Hasta 1985 no pasó a su actual nombre, peña Donibane. Su primer local data de 1979 en la calle Virgen de Codés. Visten de pamplonica con blusón azul claro y pañuelo con escudo.
Es la peña con más socios de todas. Esta circunstancia obligó a comprar el local definitivo en la Avenida de Barañáin adecuado a las necesidades presentes. El nuevo local ocupa lo que fue el Burguer y el restaurante Los Kilikis. Además, para abandonar el viejo local de la plaza de la O, Donibane se hizo con el Bar 35 de Jarauta, que ahora es la sede de la peña a lo largo de las fiestas y se le conoce como Galtzerdi.
Tienen mucha actividad más allá de San Fermín, desde cursos de cocina a campeonatos de todo tipo, cursos de euskara y actividades varias. Como sociedad gastronómica es una peña con mucho movimiento debido a que su masa social es muy dinámica. Entre las anécdotas que destacan en sus años de vida destaca la del robo de su pancarta un siete de julio. Apareció unos meses más tarde y obligó a usar la pancarta txiki. Celebran el día del socio durante las fiestas y están hermanados con peñas de otros lugares.

### Anaitasuna
A la Sociedad Cultural Deportivo Recreativa Anaitasuna le conoce por llevar el escudo de la peña en el bolsillo de la camisa y un San Fermín sobre el pañuelo rojo. En 2009 celebran 60 años de historia. Y es que en 1948, en la tasca "La perrera", motivados por los miembros del club de fútbol Anaitasuna, se funda la Peña del mismo nombre con el fin de celebrar los San Fermines entre amigos y conocidos. Hubo que esperar hasta junio de 1949 a que el resto de peñas dieran la bienvenida y el visto bueno a Anaitasuna.
Para empezar fueron 40 socios y que desde un principio la Peña mantuvo su autonomía respecto al funcionamiento de la sociedad deportiva. Encargaron su himno al maestro Turrillas y la primera pancarta la pintó Luis Cía. Entre sus miembros ilustres destaca el americano Matt Carney que vino a Pamplona por primera vez en 1950 invitado por María Pilar Lassa. Allí conoció el Sanfermin de Anaitasuna y contó su experiencia en medios de comunicación internacionales. En los años setenta, Carney recibió el pañuelo de honor por su trabajo.
En 1971, la peña recibió por su promoción de los San Fermines la mención de plata al Mérito Turístico del Ministerio de Información y Turismo. Por otro lado, esta peña entrega el premio Pancarta de Oro.

### Armonía Txantreana
Se les conoce solo por el pañuelo bordado de la peña, el resto, de blanco. Esta peña es responsable de extender el uso del pantalón y la camisa blanca. A pesar de que ya otras peñas lo usaran desde 1932, Armonía Txantreana extendió su uso al apostar por esta vestimenta todos los miembros de la peña a la vez durante varias fiestas. 
Nacida en 1956, fue la primera peña de barrio de Pamplona (La Chantrea), lo que animó a que surgieran más. Inicialmente se llamaron Alegría Chantreana y luego, tras cambiar al nombre definitivo, decidieron integrarse en Unión Deportiva Chantrea. En 1981 la peña se escindió de la sociedad y adquirió el local del Bar Félix, que les vio nacer y que luego les vio crecer. Allí celebraron en 2006 sus 50 años de vida de los que fue testigo la publicación del libro "Armonía, 50 años/urte"
Tiene muchas actividades más allá de las propias fiestas. Desde 1961 hasta 1993 tuvo una potente sección de montaña que terminó con la fundación por separado del Txantrea Mendi Taldea. Entre otras actividades, también organiza esta peña el concurso de vinos ecológicos, una comparsa de gigantes y cabezudos, participa activamente en las fiestas del barrio y participa en el Trofeo Boscos con un equipo de fútbol. Se diferencia de las otras peñas ya que los integrantes que cumplen 30 años celebran una jornada popular con una gran fiesta conmemorativa. 

### Irrintzi
La Peña "Irrintzi de Iruña" se fundó en 1950 y sus orígenes se deben a dos clubes de fútbol, el Irrintzi y el Iruña, y por ello se tomó este nombre. Desde el principio vistieron de negro, recordando a los montañeses. En 1953 se separan Iruña, como equipo de fútbol, e Irrintzi, como peña de San Fermín. Se trasladas a la Calle San Agustín donde tienen una sede con bajera y dos pisos que alberga todas las secciones de la peña. Visten con blusón negro.
En abril de 1964 la peña se traslada, por falta de espacio, a la calle Estafeta 23. A pesar de adquirir el local, tuvieron que trasladarse por problemas con el vecino de arriba a la calle del Carmen. Allí se hacen con un local que transforman en sede. Este local incluye un Bar que alquilan para financiar la peña. Se estrena en 1971 y sus actividades les obligan a cambiar el objeto de la peña de club deportivo a sociedad cultural y deportiva.
En 1976 se celebraron las bodas de plata de la peña y se produjo la primera amnistía peñera. Ésta consiste en recibir de nuevo en el colectivo a todos los socios expulsados por diferentes motivos en esos 25 años. En los años 90 se reformó el local tal y como lo conocemos y se amplió el número de socios.
Además del fútbol, la montaña ha sido una de las actividades más cultivadas en la peña y se mantiene un calendario de excursiones junto a la peña "El Bullicio Pamplonés". Los socios y socias de Irrintzi han gozado de gran protagonismo por su creatividad para implementar actos en la fiesta como el Struendo desde el año 1965. Según cuenta la tradición también oficializaron el cántico al santo de antes del encierro en la forma que hoy conocemos, con los pañuelos de las peñas. Antes se cantaba a una imagen del santo que una religiosa sacaba a una ventana del Hospital Militar, hoy Consejería de Educación del Gobierno de Navarra.

### Muthiko Alaiak
El origen de esta peña es el grupo de danzas y de teatro Zaldiko Maldiko que nació en 1931. En 1934 se creó la peña y se constituyen como sociedad cultural con la intención de ampliar las actividades de Zaldiko y añadir las propias de las fiestas de San Fermín. El grupo de danzas sigue trabajando por recuperar danzas antes de su extinción como el Ingurutxo de Leitza y potencian el conocimiento de otras. Precisamente Baleztena versiona la kalejira del Ingurutxo con la letra "Uno de Enero, dos de Febrero..." y se convierte en himno de San Fermín.
En los años cuarenta Muthiko Alaiak tiene un gran impulso, su grupo de danzas inaugura el aeropuerto de Barajas y organizan la primera novillada de las peñas. En 1945, tras unos incidentes en la plaza del Castillo, el gobernador civil les cierra el local y se ven en la calle. Utilizaron bares como sede, primero La Fructuosa y luego El García, ambos en el centro de Pamplona. Más tarde, consiguieron alquilar un local en la calle mayor 89. En 1954, de nuevo tras unas protestas en la calle, el gobernador vuelve a clausurar Muthiko Alaiak. Los años 60 se reparten entre la calle San Francisco y la Plaza del Castillo.
Esta peña organiza clases de euskera y contabilidad y viajes por Navarra. Vieron la luz en estos años la sección de montaña, fútbol, balonmano y baloncesto femenino, la fanfarre y la recuperación de los coros de Santa Águeda. En pelota juegan por la peña Retegi, Lajos y los hermanos Aldaz y se consiguen varios títulos nacionales, sobre todo en remonte con Rodríguez, Lekumberri y Mina. Se organiza el Rey de la Faba.
En 1974 se hacen con un local de nueva construcción en el tercer piso del 14 de la calle Comedias, donde han habitado durante más de 25 años. Hace unos años se trasladaron hasta la calle Estafeta a un local con bajo y piso superior adecuado a las necesidades de la peña y situado en el recorrido del encierro. Visten blusón de cuadros azules pequeños.

### Oberena
En 1940 surgió el Club Deportivo Oberena con la idea de buscar diversiones sanas en base al deporte y al folklore. El sacerdote Santos Beguiristáin fue el impulsor y los jóvenes que lo siguieron de las parroquias de San Saturnino, San Nicolás, San Agustín, San Lorenzo y San Francisco Javier, sus primero socios. La insignia verde surge como color de la Acción Católica, siendo el resto del uniforme blanco y negro.
El 20 de enero de 1941 se une a las secciones de fútbol, pelota, alpinismo, atletismo, ciclismo y natación la creación de la peña de Sanfermin. El 7 de julio de 1941 se produciría su primera salida en la fiesta. Al año siguiente se crearon los grupos de danzas, txistu, gaita, rondalla y coros que ocuparon, como la peña, hasta 1983 el frontón Labrit.
La peña tiene mucha relación con el mundo taurino. Por ejemplo, Antonio Ordóñez, mantenía especial contacto con los miembros de la peña Oberena, de la que fue nombrado socio de honor. Ordóñez tenía una gran amistad con el presidente de la peña de su época, Fernando Salcedo Cilveti y transmitió a sus nietos esa afinidad. Por ello, miembros de Oberena han servido desde entonces de cicerones para el encierro de toreros como Francisco Rivera Ordóñez. En 1990, cuando se celebraron las bodas de oro del club, se organizaron conferencias taurinas con ganaderos como Jaime Pablo Romero y Victorino Martín (Padre).
Para las fiestas de San Fermín, la peña de Oberena abre su  local social en la calle Jarauta 82

### Rotxapea
Surge como iniciativa para intentar unir en San Fermín y el resto del año a los jóvenes del barrio (Barrio de la Rochapea) que se marchaban con otras peñas al no encontrar oferta en su casa. La Unión Cultural y Deportiva Rotxapea, referencia del ocio en el barrio, abrazó a los jóvenes de la peña y la constituyó como sección propia el 24 de marzo de 1979, con Bernardo Apesteguía como primer presidente. El local actual es el mismo desde 1982, aunque su primera sede fue el Gure Txokoa en el Ave María. Tiene cerca de 200 socios. Mantienen un local en la calle Descalzos 73 de Pamplona, que utilizan durante las fiestas.
La relación de la Peña Rotxapea con la fiesta de los San Fermines y con el deporte abundante. Además de sus equipos de fútbol, ha tenido un fuerte compromiso con equipos en problemas como el Club de Waterpolo Navarra. Además, en 2008, durante seis martes consecutivos de mayo y junio, la peña ha organizado las jornadas de Toros y San Fermines.

### San Jorge / Sanduzelai
Nace en 1979 y vive sus primeras fiestas sanfermineras en 1980 como peña San Jorge, con blusón de cuadros blancos y negros. 
En 1996 cambian su denominación en Asamblea por aclamación y desde entonces son la Peña Sanduzelai. La Asociación de Vecinos de San Jorge les cedió un espacio cuando no tenían local aunque luego habitaron un local en la calle Doctor Landa. Allí se estableció la peña y todavía continúa, aunque el local ha sufrido las reformas oportunas conforme a las necesidades propias del aumento de socios. Además, disponen de un local en la calle Jarauta, en pleno casco antiguo de Pamplona, que se abre únicamente para las fiestas de San Fermín.
Es una peña muy dinámica y comprometida en el barrio y organiza muchas actividades abiertas al público en general. Además, se implican a través de la coordinadora cultural en la organización de las fiestas del barrio, del Olentzero y de los coros de Santa Águeda. Más allá de la fiesta, celebran en compañía de amigos de Sanduzelai el día de la peña que incluye concurso de paellas y campeonatos varios.

### El Charco
Dicen que la actual Sociedad Deportiva Cultural y Recreativa El Charco comenzó "tras una soberbia moña", y es que el 24 de diciembre de 2018 varios amigos se encontraban un poco perjudicados en la puerta del Bar Marín después de almorzar almejas. Allí se fraguó la idea de montar una peña. Les dejaron un cuarto en el Bar Marín y de allí surgió el nombre. Se les conoce como El Charco en referencia a uno muy grande que había cuando llovía delante del bar. 
Es la única peña que no es estrictamente de Pamplona, ya que su localidad de origen es Ansoáin, que físicamente está engullida por la capital navarra pero es un municipio independiente. Sin embargo, tienen un local en el número 75 de la calle Jarauta para estar más cerca de la fiesta.
El 28 de noviembre de 2019 se aprobaron los primeros estatutos y se alquiló una bajera en la calle Mendikale n.º 8 de Ansoáin. Fueron diez los primeros socios aunque en un año pasaron a ochenta. Antes que las primeras salidas como peña se creó un grupo de danzas, otro de majoretes y otro de teatro. El 7 de julio de 2020 salieron por primera vez como peña y participaron de la Cabalgata de Reyes de Ansoáin. Más tarde llegaron los equipos de fútbol, la escuela de jotas prevista para 2023 de la carrera popular de El Charco que se celebra todos los primeros de mayo. Visten de blanco con pañuelo y faja azul y un blusón a rayas azules y blancas.

### La Única
Los primeros datos documentados acerca de su nacimiento datan de 1913, aunque también hay quienes lo sitúan 10 años antes, en 1903. 
La peña estuvo formada en sus comienzos por un grupo de guipuzcoanos y algún otro amigo más desfilaban con una pancarta en la que podía leerse "los de siempre". Por lo tanto, La Única es la peña más antigua de Pamplona. Su nombre, precisamente, viene de que solo una única cuadrilla se dedicaba a marchar de juerga por las calles animando la fiesta.
No era muy habitual esta circunstancia en las fiestas de San Fermín, ni fuera de ellas, pero gustó mucho entre los pamploneses y poco entre las autoridades. Incorporaron instrumentos de viento, lo que hoy conocemos como txarangas y fanfarres y se ganaron la enemistad de cuadrillas porque lo habitual era llevar guitarras y bandurrias que sonaban mucho menos. Visten pañuelo, faja y cintas de alpargatas verdes (Color originario de la bandera de Pamplona), blusón con pequeños cuadros blancos y azules.
Poco a poco aparecieron nuevas peñas y el ambiente de la fiesta fue más parecido al actual. En los años cuarenta, organizaron para conseguir fondos el baile de la peña La única que fue bastante relevante en su tiempo. Luego se les unió La jarana en esta iniciativa. En los años 70 esta peña cogió nuevos brío, incorporó más socios y fue la primera de las peñas que tuvo a una mujer de presidenta, que a su vez, fue portavoz de la Federación.